# Genootschap voor de Joodse Wetenschap in Nederland
Het Genootschap voor de Joodse Wetenschap in Nederland (GJWN) is een Nederlandse vereniging voor Joden met een academische titel of HBO-opleiding, of die een joods-godsdienstige opleiding gevolgd hebben. Het organiseert lezingen waarin joodse wetenschap in de ruime zin van het woord centraal staat.
Het genootschap is op 24 april 1919 opgericht in navolging van genootschappen die in Duitsland en elders waren opgericht. Grondlegger was Sigmund Seeligmann. Het is gevestigd te Amstelveen. Anno 2011 telde het genootschap volgens eigen opgave circa 300 leden.
De voorzitter van het genootschap is tevens lid van de jury voor de Dr. Henriette Boas Prijs.

## Joods Historisch Museum
In 1926 nodigde het Amsterdams Historisch Museum, destijds gevestigd in de Waag, het genootschap uit een tentoonstelling te organiseren in de torenkamer. Wegens succes volgden nog zes tentoonstellingen, waarna het Joods Historisch Museum werd opgericht, dat permanent expositieruimte kreeg in de torenkamer.

## Herman Loonstein
Het genootschap kwam in 1988 in de publiciteit nadat het bestuur de jurist Herman Loonstein, zelf bestuurslid, voor een benoeming als bijzonder hoogleraar aan de Katholieke Universiteit Nijmegen had voorgedragen zonder daartoe door de leden te zijn gemachtigd. De voordracht was omstreden, en het bestuurslid Leo van Gelder legde zijn functie neer. In een ledenvergadering werd het bestuursbeleid met ruime meerderheid goedgekeurd.